# Micrurus camilae
Micrurus camilae là một loài rắn trong họ Rắn hổ. Loài này được Renjifo & Lundberg mô tả khoa học đầu tiên năm 2003.